# Pascal (cràter)

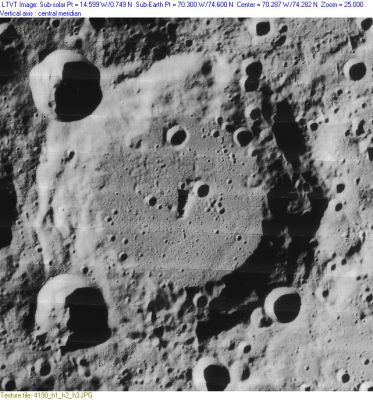
Fotografia de la missió Lunar Orbiter 4 (1967)

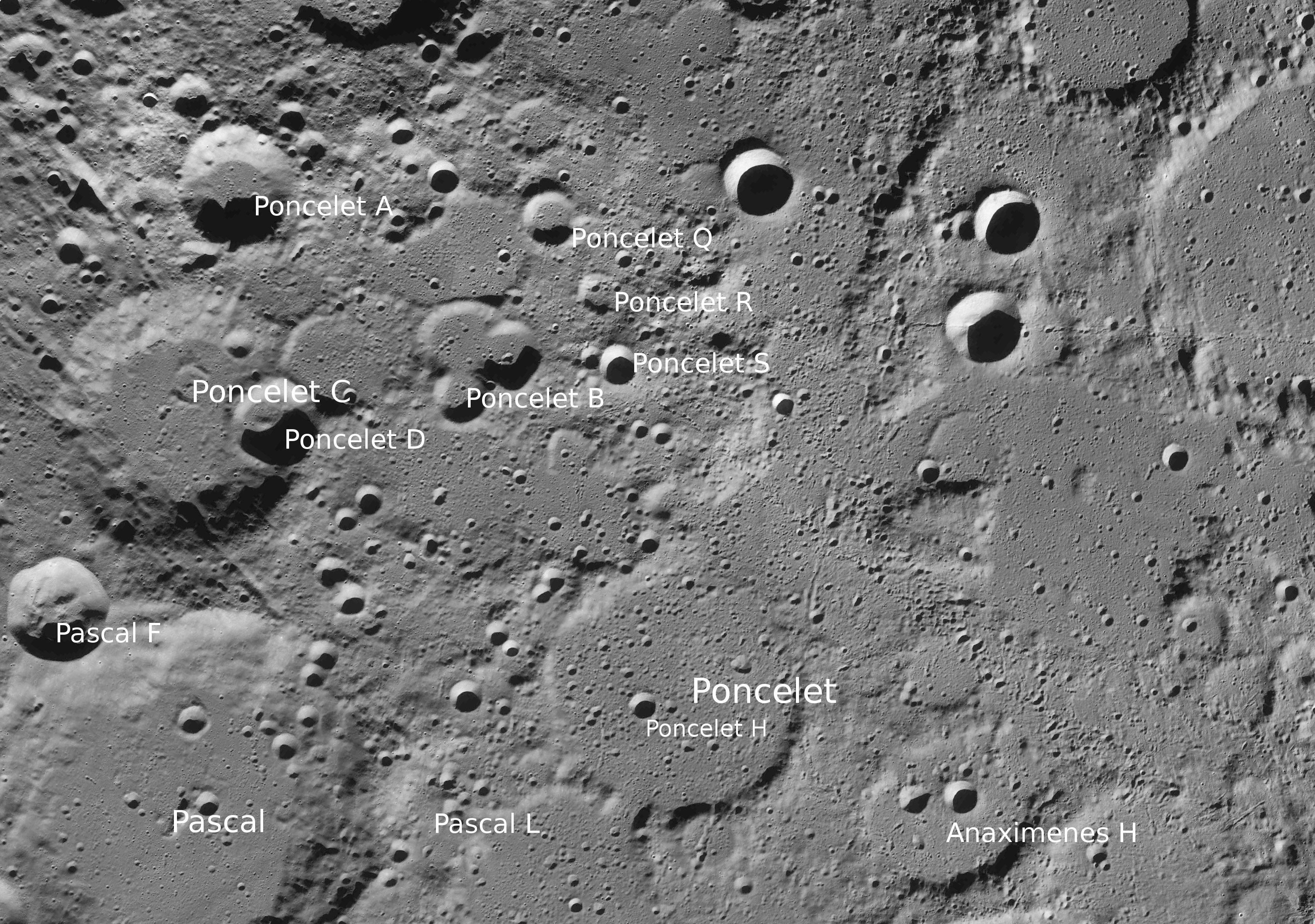
Entorn nord-est de Pascal

Pascal és un cràter d'impacte que es troba prop del limbe nord de la Lluna, en el costat occidental del pol. Se situa al nord del cràter erosionat Desargues, i just a l'est de Brianchon. Pascal pot localitzar-se trobant el cràter Carpenter i després seguint la superfície cap al nord-oest seguint el limbe. No obstant això, la visibilitat d'aquesta formació pot veure's afectada per la libració.

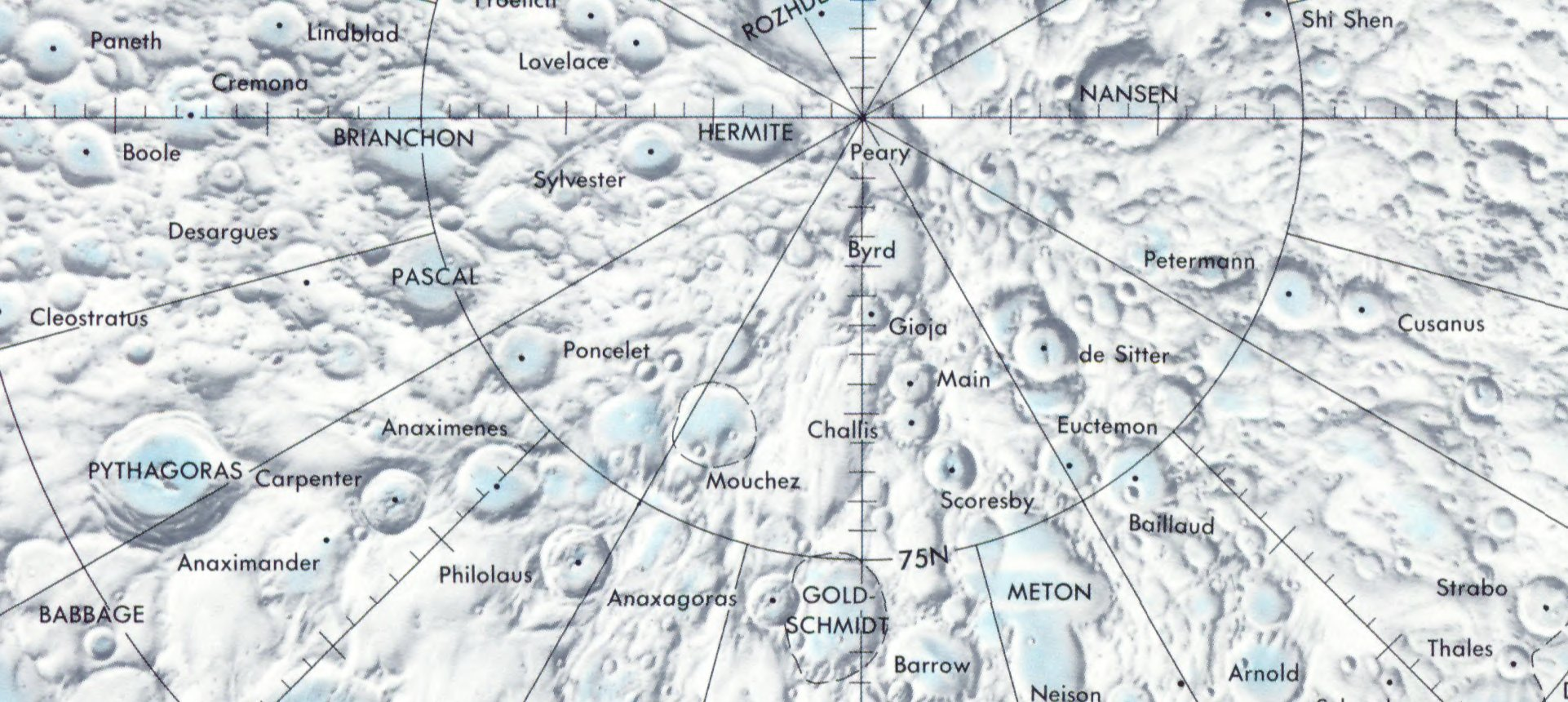
Localització de Pascal (centre de la meitat esquerra de la imatge)

Aquest cràter ha sofert un grau d'erosió per altres impactes que ha deixat el seu perfil suavitzat i arrodonit. La vora, encara que amb poca nitidesa, encara es pot seguir al voltant del perímetre. El seu interior terraplenat ha sofert un desgast menor. Diversos cràters es troben i travessen l'exterior de la vora, incloent l'afilat Pascal F en el sector nord-oest; Pascal A, més desgastat, penetrant en el sud-oest; i el petit Pascal G amb forma de bol en la vora sud-oriental.
Dins de les àmplies parets internes se situa un sòl interior gairebé anivellat després de ser regenerat per fluxos de lava. En el punt mitjà posseeix una cresta baixa, formant un pic central menor. Presenta diminuts cràters en l'extrem nord del sòl i en l'extrem nord-est de la cresta central. També es localitza una petita cadena de cràters que travessa la paret interior nord-est.
Just al nord de Pascal apareix Poncelet C, un cràter satèl·lit de Poncelet inundat de lava, a l'est. La vora d'aquest cràter està marcat per diverses esquerdes de la superfície, una de les quals creua la vora sud-oriental i travessa tangencialment al bord nord-est de Pascal.

## Cràters satèl·lit
Per convenció aquests elements són identificats en els mapes lunars posant la lletra en el costat del punt central del cràter que està més proper a Pascal.
|        | \| Pascal \| Coordenades \| Diàmetre \| \| ------ \| ------------------------------------ \| -------- \| \| A \| 72° 54′ N, 74° 36′ O / 72.9°N,74.6°O \| 28 km \| \| F \| 75° 36′ N, 75° 36′ O / 75.6°N,75.6°O \| 27 km \| \| G \| 73° 00′ N, 65° 42′ O / 73.0°N,65.7°O \| 14 km \| \| J \| 72° 12′ N, 69° 00′ O / 72.2°N,69.0°O \| 14 km \| \| L \| 73° 48′ N, 63° 00′ O / 73.8°N,63.0°O \| 15 km \| |          |
| Pascal | Coordenades | Diàmetre |
| A      | 72° 54′ N, 74° 36′ O / 72.9°N,74.6°O | 28 km    |
| F      | 75° 36′ N, 75° 36′ O / 75.6°N,75.6°O | 27 km    |
| G      | 73° 00′ N, 65° 42′ O / 73.0°N,65.7°O | 14 km    |
| J      | 72° 12′ N, 69° 00′ O / 72.2°N,69.0°O | 14 km    |
| L      | 73° 48′ N, 63° 00′ O / 73.8°N,63.0°O | 15 km    |